# Guyana's

Ligging van de vijf Guyana's binnen Zuid-Amerika

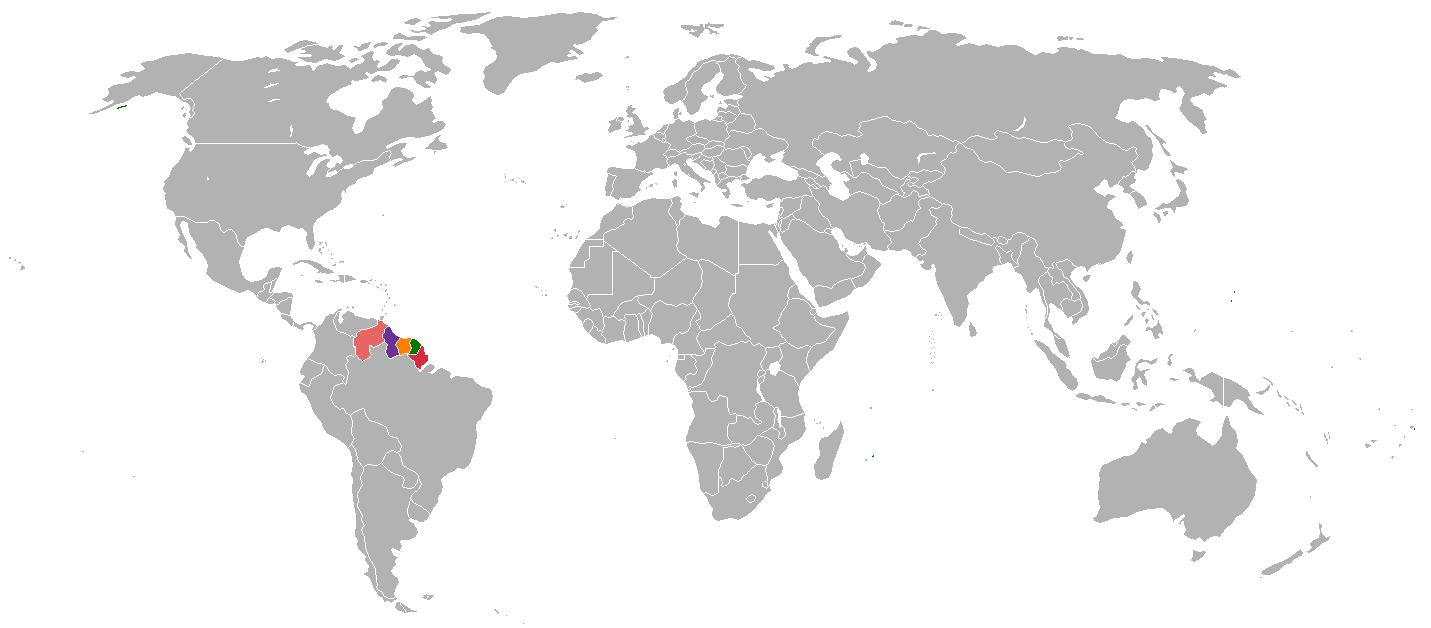
Ligging van de vijf Guyana's op de wereld

De drie Guyana's of Guiana's is een verzamelnaam voor drie Zuid-Amerikaanse landen, Guyana (tot 1966 Brits-Guiana), Frans-Guyana en Suriname (tot 1975 ook bekend als Nederlands-Guiana, waar vroeger de andere Guyana's ook enige tijd bij hoorden). 
| Vlag | Naam         | Hoofdstad  | Oppervlakte | Taal       | Munteenheid       | UTC | Status            |
| ---- | ------------ | ---------- | ----------- | ---------- | ----------------- | --- | ----------------- |
|      | Guyana       | Georgetown | 214.969 km² | Engels     | Guyaanse dollar   | -4  | Onafhankelijk     |
|      | Suriname     | Paramaribo | 163.820 km² | Nederlands | Surinaamse dollar | -3  | Onafhankelijk     |
|      | Frans-Guyana | Cayenne    | 83.534 km²  | Frans      | Euro              | -3  | Frans departement |

## Geografie
Het Hoogland van Guyana omvat het huidige Brazilië ten noorden van de rivier de Amazone, Venezuela ten oosten van de Orinoco en de Casiquiare, en de drie huidige Guyana's; Guyana, Suriname en Frans-Guyana. De Andes, die ontstond in het Tertiair, deed de rivieren van Zuid-Amerika oostwaarts stromen. Het Hoogland van Guyana werd afgesloten van de rest van het continent door een groot aantal brede rivieren. Naast de drie Guyana's is er ook een Venezolaans Guyana (het vroegere Spaans-Guyana), genaamd Guayana en een Braziliaans Guyana (het vroegere Portugees-Guyana), de huidige Braziliaanse deelstaat Amapá.   